# Raffael Schuster-Woldan
Raffael Hans Ulrich Schuster-Woldan (* 7. Januar 1870 in Striegau, Provinz Schlesien; † 13. Dezember 1951 in Garmisch-Partenkirchen) war ein deutscher Maler und Professor für Komposition an der Preußischen Akademie der Künste in Berlin und wurde unter dem Künstlernamen Woldan bekannt. Schuster-Woldan gilt als ein Vertreter der Münchener Secession. Zu seinem künstlerischen Hauptwerk zählt das Deckengemälde im Bundesratssaal im Reichstagsgebäude in Berlin sowie zahlreiche zeitgenössische Porträt- und Landschaftsgemälde.

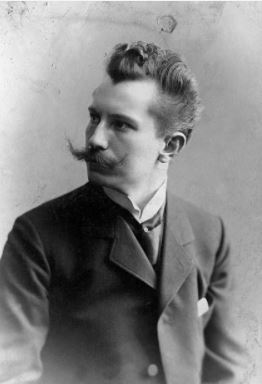
Raffael Schuster-Woldan (um 1900)

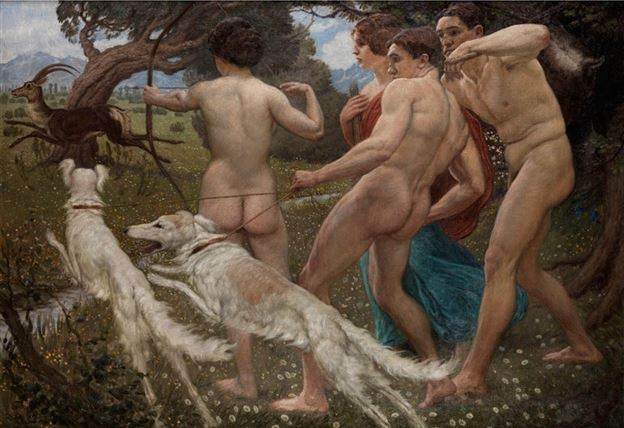
Diana (1912)

## Leben
Schuster-Woldan war das jüngste von drei Kindern des Amtsgerichtsrates Heinrich Schuster und seiner Ehefrau Clara Seifart. Raffael folgte bereits mit 17 Jahren im Jahre 1887, statt das Städtische Gymnasium Liegnitz abzuschließen, seinem sechs Jahre älteren Bruder, dem Maler Georg Schuster-Woldan nach München auf die private Malschule von Frank Kirchbach. Durch die Förderung im Elternhaus, die reichlich Freiraum für persönliche Entfaltung und Entscheidungsfähigkeit bot, konnten die Kinder gemäß ihrer Veranlagung unbeschwert künstlerisch entfalten. Der Künstlername Woldan (tschechisch: Schusterchen) verwendete schon Raffaels Vater als Pseudonym bei der Veröffentlichung eines Gedichtbandes. Die Söhne haben ihn wohl aus Verehrung für den Vater schon in jungen Jahren als Beinamen angenommen. Raffael ließ sich durch Werkstattbesuche bei verschiedenen Münchner Künstlern, vornehmlich durch deren Naturauffassung, künstlerisch inspirieren. Daneben wandte er sein Hauptinteresse alten Meistern wie Rembrandt zu. Das Münchner Kupferstichkabinett mit seinen Rembrandtschen Radierungen übte eine starke Anziehungskraft auf den jungen Schuster-Woldan aus.
In München wurde er in die Malschule von Frank Kirchbach aufgenommen. Im Herbst 1889 begleitete er seinem Lehrer Kirchbach zunächst an das Städelsche Kunstinstitut nach Frankfurt a.M und von dort weiter nach Paris. In der französischen Hauptstadt fand er nicht das, was er als Künstler suchte und kehrte wieder nach Deutschland zurück. Er siedelte sich in Dinkelsbühl an und widmete sich dem figürlichen Zeichnen. Später zog er nach Rothenburg o.d.T., wo er seine ersten Naturstudien im Freien begann. Den Sommer 1890 verlebte er an der Nordseeküste und widmete sich verstärkt Landschaftsstudien. Im Alter von 20 Jahren schrieb er sich am 20. Oktober 1890 in die Naturklasse der Münchner Kunstakademie bei Gabriel von Hackl ein. Eine erste Italienreise 1891 hatte erheblichen Einfluss in Bezug auf Landschaft und religiöse Motive in seinem folgenden Werk. Während des Unterrichts bei Hackl in München legte Schuster-Woldan seine Meisterprüfung ab. Autodidaktisch schuf er in Öl ein Porträt einer jungen Dame in geblümtem rosafarbenem Kleid auf einem Eisbärenfell. Die Jury des Glaspalastes nahm das Bild sofort für die Münchener Secession – ohne Wissen von Hackls – an.
Schuster-Woldans erste Italien-Reise führte ihn 1891 nach Umbrien und Rom. Vertiefende Landschaftsstudien prägten sein Schaffen während dieser Zeit. Die Hintergründe, besonders seiner Gruppenbilder und zum Teil auch seiner Porträts, sind durch mediterrane Landschaftselemente gestaltet. In Florenz wurde Schuster-Woldan nach der Jahrhundertwende Mitglied des Kunsthistorischen Instituts und nutzte die dortigen Möglichkeiten bei Aufenthalten in Italien zum Arbeiten.
Sein erster künstlerischer Beitrag zur Vierten Jahresausstellung im Münchner Glaspalast im Jahr 1893 war das Gemälde Junge Dame auf Fell kniend. Es wurde von der Jury für die Zweite Goldmedaille vorgeschlagen. Sehr früh nahm man die eigenständige Prägung seines Stils wahr. Neben ersten Porträts aus dem Familien- und Freundeskreis entstanden Gruppendarstellungen in Landschaften. Das Gemälde Auf freier Höhe wurde 1896 im Münchner Glaspalast ausgestellt und mit der Goldmedaille ausgezeichnet. Die internationale Goldmedaille folgte 1897 in St. Louis.
Die Preußische Akademie der Künste nahm Raffael Schuster-Woldan 1914 als Mitglied auf und führte ihn auf Beschluss vom 15. Juli 1937 bis 1945 als inaktives Mitglied. Im Jahr 1911 wurde Schuster-Woldan zum Professor für Komposition an die Preußische Akademie der Künste berufen. Den Lehrstuhl bekleidete er bis 1920.

## Deckengemälde im Bundesratssaal des Reichstagsgebäudes
Auf Empfehlung von Wolfgang von Oettingen wurde Raffael Schuster-Woldan vorgeschlagen, das Deckengemälde im Bundesratssaal des Reichstagsgebäudes auszuführen.
Aus einem auf drei Künstler beschränkten Wettbewerb ging Schuster-Woldan als Gewinner hervor. Die Deckengemälde, das große Mittelfeld und die acht Seitenfelder des Sitzungssaales sind noch in München ausgeführt worden. Sie wurden auf Leinwand gemalt und in die Decke eingelassen. Schuster-Woldan übersiedelte im Jahr 1904 zur Realisierung dieses Auftrags nach Berlin und lebte dort bis 1941.
Die Ausführung selbst konnte nur etappenweise angegangen werden, da die Mittel unter der Regierung Kaiser Wilhelms nur schrittweise genehmigt werden konnten. Die Ausführung des Gesamtauftrages nahm zehn Jahre, von 1901 bis 1911, in Anspruch. Der repräsentative Sitzungssaal des Bundesrates befand sich im Reichstag im südöstlichen Turm auf der heutigen Fraktionsebene, der dritten Ebene des umgebauten Deutschen Bundestags. Der seit dem Umzug des Deutschen Bundestages von Bonn nach Berlin von der Fraktion Bündnis 90/Die Grünen genutzte Fraktionssaal im Deutschen Bundestag wurde in seinen Grundmaßen beibehalten. Es sind keine Spuren, welche auf die reichhaltige Ausstattung des einstigen Bundesratssaales verweisen, mehr vorhanden. Die einstigen Holzvertäfelungen des Saales, Konferenztisch, Konferenzstühle, Kronleuchter und Holzfiguren sind ebenfalls verschwunden. Das Deckengemälde wurde gegen Ende des Zweiten Weltkriegs aus seiner Verankerung gelöst. Seitdem ist der Verbleib dieses bedeutenden Werks Schuster-Woldans und auch der Ausstattung des einstigen Bundesratssaales ungeklärt.
Den Hauptschmuck des Holz getäfelten quadratischen Saales bilden die großformatigen Wand- und Deckengemälde Raffael Schuster-Woldans.
Die beiden ausgemalten Felder der Nordwand stellen den Triumph der Kultur dar. Die östliche Saalwand zeigt im linken Feld die ruhende Figur des Landbaues und die Schreitende Jagd sowie auf dem rechten Feld eine Gruppe disputierender Männer. Das erste Feld der Südwand stellt das Thema Friede und Ruhm und „eine patriotische Gestalt mit dem Kriegsbanner des Deutschen Reiches“ dar. Auf dem gegenüberliegenden Feld sind die Land- und Seemacht dargestellt. Die durch den Uhraufsatz der Tür geteilte Westwand zeigt im linken Feld das Sujet Handel und Kolonien, während im westlichen rechten Feld die Figur der Geschichte gezeigt wurde, die wieder auf das Feld Triumph der Kultur überleitet.
In den vier Ecken des Saales stehen auf Konsolen unter Baldachinen die Gestalten der Gerechtigkeit, des Friedens, des Krieges und der Zeit, nach Entwürfen von August Vogel in Holz geschnitzt. Sie leiten über zu dem allegorischen Thema der Deckengemälde, die sich über die neun Felder der Decke erstrecken. Im zentralen Deckenbildnis waren die Halbfiguren einiger, eine Streitverhandlung führende Männer in neuzeitlicher Tracht dargestellt. Ein deutscher Adler breitete symbolisch seine Schwingen über die Männer aus. Zu beiden Seiten sind Gestalten guter und verderblicher Elemente dargestellt. Das Feld an der Seite über dem Kamin zeigt in zwei Gestalten Das Gesetz und Die Auslegung. Die Figuren im östlichen Seitenfeld sollen Das Vergehen und Das Werden, die im westlichen Felde Das Leiden und Den Trost bedeuten. Das Längsfeld an der Südseite der Decke enthält eine Gestalt, die Mohnkapseln in die Ewigkeit streut, und eine andere, welche eine Frucht haltend, die Gegenwart verkörpert.

## Schuster-Woldan in der Zeit des Nationalsozialismus
Schuster-Woldan's antik-mythologische Portraitmalerei fand bei den nationalsozialistischen Machthabern eine große Beachtung. Er fertigte zahlreiche Frauenporträts, unter anderem von Winifred Wagner, Cosima Wagner sowie Emmy Göring an.
Einen besonderen Stellenwert nahmen die Werke Schuster-Woldans auf der Großen Deutschen Kunstausstellung 1941 in München ein. Hier wurde dem Künstler eine Sonderausstellung eingeräumt, in der 27 Gemälde gezeigt wurden. Mittelpunkt der Sonderschau war das naturalistische Aktgemälde Das Leben, das bereits 1905 im Münchner Glaspalast ausgestellt und in Die Kunst für Alle als Meisterwerk der Schau hervorgehoben wurde. Im Katalog der Großen Deutschen Kunstausstellung als unverkäuflich deklariert, wurde es dennoch von Adolf Hitler für 60.000 Reichsmark gekauft. Mit diesem Preis war es zwischen 1937 und 1944 eines der am höchsten dotierten Bilder. Nach Beendigung der Ausstellung wurde das Bild 1942 in den Führerbau in die Münchner Arcisstraße geliefert. Nach dem Ende des Zweiten Weltkriegs erfolgte die Beschlagnahmung durch die amerikanischen Alliierten. Später wurde es in ein Lager des Hauptzollamtes der Stadt München verbracht und 1998 in den Bestand des Deutschen Historischen Museums, neben 23 anderen Exponaten des Künstlers aufgenommen.
Schuster-Woldan wurde im Jahr 1940 die Goethe-Medaille für Kunst und Wissenschaft verliehen. Er stand 1944 in der Gottbegnadeten-Liste des Reichsministeriums für Volksaufklärung und Propaganda.

## Werke (Auswahl)
- Frau mit zwei Kindern, 1902?[18]
- Intuition, vor 1942[19]
- Mars und Venus, 1942[20]
- Nacht in Sevilla, 1924[21]
- Wilhelm und Marianne, vor 1918[22]
- Samson und Dalila, vor 1919[23]
- Reflexion, 1922[24]
- Der Morgen – Mädchenakt, 1918[25]
- Der Abend, 1919[26]
- Die Ruhe, 1905[27]
- Auf freier Höhe, 1897[28]
- Lucas malt die Madonna, vor 1942[29]
- Die Quelle (Rückenakt), 1902[30]
- Maler und Modell, 1915/16[31]
- Liegende, vor 1939[32]
- Mädchen mit Blumenkorb, vor 1941[33]
- Bildnis der Molino von Kluck, vor 1941[34]
- Frau mit Hermelin, 1924[35]
- Danae, vor 1941[36]
- Familienbild, vor 1941[37]
- Frauenbildnis, 1927[38]
- Lauschende, 1923[39]
- Hindenburg und Ludendorff, um 1941[40]
- Das Leben, 1905[41]
- Cosima Wagner[42]
- Winifred Wagner[43]
- Frau Emmi Göring 1937[44]
- Carin Göring, 1937[45]
- Dido[46]

Mediale Aufmerksamkeit erregte 2014 das Wiederauffinden und die Identifizierung des 1896 angefertigten Porträts der jüdischen Kunstsammlerin Clara Rosenthal, der Ehefrau von Eduard Rosenthal aus Jena, die sich 1941 das Leben nahm. Bis 2014 befand sich das Porträt im Besitz des Erzbistums Paderborn, zuletzt im Liborianum Paderborn. Im Februar 2014 wurde es an die Villa Rosenthal nach Jena zurückgegeben.
Darüber hinaus sind Gemälde von Schuster-Woldan in Museen und Sammlungen in Gera, Danzig und Weimar zu finden. Einige Werke waren mehrere Jahre in Gebäuden der Stadt Garmisch-Partenkirchen, seinem letzten Wohn- und Wirkungsort, ausgestellt.